# هانس بیلد
هانس بیلد (انگلیسی: Hans Bild; ۲۸ ژانویهٔ ۱۹۲۶ – ۱۵ مهٔ ۲۰۰۴) بازیکن فوتبال اهل آلمان بود.
وی همچنین در تیم ملی فوتبال زارلند بازی کرده‌است.